# Харизма
Харизма (от гръцки: χαρις – дар от Бога, божественото) е характерна черта на индивиди, които имат силен чар и магнетизъм, привлекателност. Например „човек, притежаващ голяма xаризма“, означава, че е магнетичен, привлекателен, чаровен.

## Православие
Харизма (дар, благодат) е термин, който се употребява в тези богословски системи, които използват терминология с произход от гръцки. При някои религиозни системи се използват сходни по смисъл думи, които обаче съдържат нюанси, добавящи допълнителни значения, или изключващи част от съдържанието на думата харизма.
Харизмата е особен Божи дар, който се изразява в това, че неговият носител има съответните способности, качества или власт, без да има съществени лични заслуги за тях. Носителите на такава харизма се наричат харизматични личности. Такива са например пророците, които носят пророческия дар, царете, чиято светска власт в ранните религиозни тълкувания е приемана за свръхестествена и дар свише.
Освен това харизмата може да се проявява и конкретно, т.е. не в личността като цяло, а в отделни нейни проявления. Например християнското разбиране за харизма предполага, че даровете на Светия дух, получавани при тайнства като кръщение и евхаристия, също са харизматични.